# جويل بينيرو
جويل ألبرتو بينيرو ولد في 25 سبتمبر 1978 هو لاعب بيسبول محترف سابق في بورتوريكو. لعب في دور البيسبور الرئيسي م ل ب لصالح فريق لويس كاردينالس ولوس أنجلوس آنجلز أوف أنهايم . تقاعد رسميًاً بعد ظهوره في قائمة البيسبول كلاسيك لعام 2017 لبورتوريكو.